# Powiat malborski

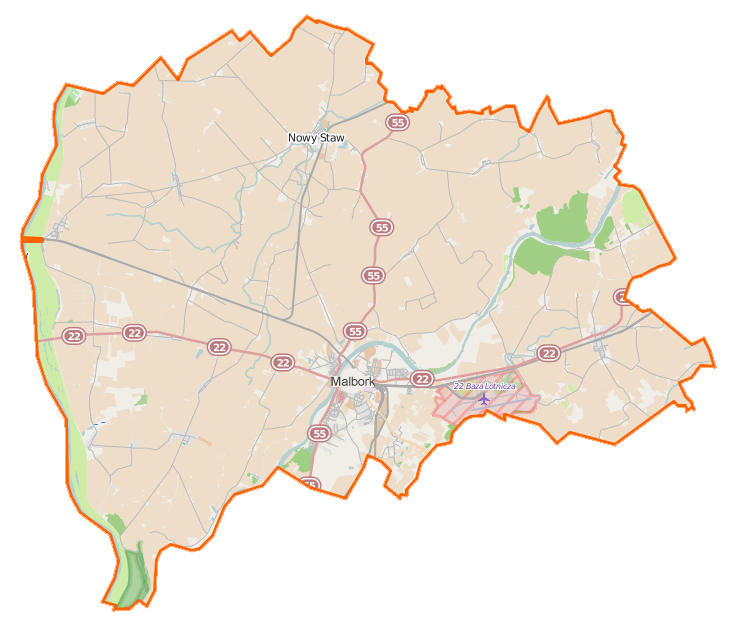
Mapa powiatu

Powiat malborski – powiat w Polsce (województwo pomorskie), utworzony w 1999 w ramach reformy administracyjnej. Jego siedzibą jest miasto Malbork. W 2002 z części obszaru powiatu malborskiego utworzono powiat sztumski.
W skład powiatu wchodzą:
- miasta: Malbork, Nowy Staw
- gminy miejskie: Malbork
- gminy miejsko-wiejskie: Nowy Staw
- gminy wiejskie: Lichnowy, Malbork, Miłoradz, Stare Pole

Według danych z 31 grudnia 2019 roku powiat zamieszkiwało 63 470 osób. Natomiast według danych z 30 czerwca 2020 roku powiat zamieszkiwało 63 401 osób.

## Położenie
Według danych z 1 stycznia 2012 r. powierzchnia powiatu wynosiła 494,23 km². Powiat malborski ma najmniejszą powierzchnię w woj. pomorskim (nie dotyczy miast na prawach powiatu).
Sąsiednie powiaty:
- pomorskie: powiat gdański, powiat nowodworski, powiat sztumski, powiat tczewski
- warmińsko-mazurskie: powiat elbląski

## Rada Powiatu
| Ugrupowanie                        | 2002-2006  | 2006-2010 | 2010-2014 | 2014-2018  | 2018-2024  | 2024-2029  |
| ---------------------------------- | ---------- | --------- | --------- | ---------- | ---------- | ---------- |
| Samoobrona                         | 3          | 2         | -         | -          | -          | -          |
| Sojusz Lewicy Demokratycznej       | 6 (SLD-UP) | 3 (LiD)   | 4         | 4 (SLD LR) | 3 (SLD LR) | 2 (Lewica) |
| Porozumienie Samorządowe           | 5          | -         | -         | -          | -          | -          |
| Blok Obywatelski                   | 4          | -         | -         | -          | -          | -          |
| Samorządowe Forum Wyborcze         | 1          | -         | -         | -          | -          | -          |
| Prawo i Sprawiedliwość             | -          | 4         | 2         | 3          | 4          | 3          |
| Platforma Obywatelska*             | -          | 6         | 8         | 7          | 8          | 6 (KO)     |
| Porozumienie Społeczno-Samorządowe | -          | 4         | 5         | 4          | 4          | 2          |
| Razem dla Powiatu Malborskiego     | -          | -         | -         | -          | -          | 4          |

*Platforma Obywatelska w 2014 wystawiła komitet wyborczy pod nazwą Porozumienie Obywatelskie, a w 2018 pod nazwą Platforma.Nowoczesna Koalicja Obywatelska.

## Demografia
Według danych z 30 czerwca 2013 r. powiat miał 64 548 mieszkańców.

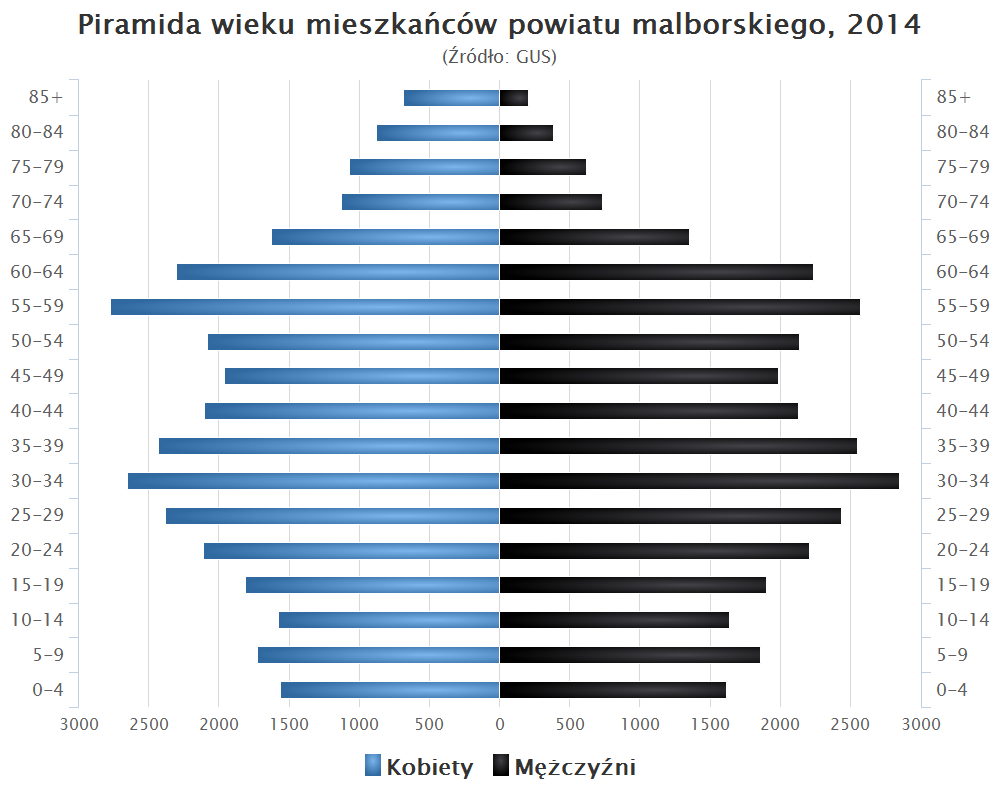
Piramida wieku mieszkańców powiatu malborskiego w 2014 roku

Liczba ludności (dane z 30 czerwca 2013):
|        | Ogółem | Ogółem | Kobiety | Kobiety | Mężczyźni | Mężczyźni |
| osób   | %      | osób   | %       | osób    | %         |           |
| ------ | ------ | ------ | ------- | ------- | --------- | --------- |
| Ogółem | 64 548 | 100    | 32 971  | 51,08   | 31 577    | 48,92     |
| Miasto | 43 563 | 67,49  | 22 542  | 34,92   | 21 021    | 32,57     |
| Wieś   | 20 985 | 32,51  | 10 429  | 16,16   | 10 556    | 16,35     |

▶Wieś vs ▶miasto
Ogółem (▶k, ▶m)
Miasto (▶k, ▶m)
Wieś (▶k, ▶m)

### Ludność w latach
|      | \| Lata \| Ludność[14] (stan na 31 grudnia) \| \| ---- \| -------------------------------- \| \| 1999 \| 104 854[15] \| \| 2000 \| 105 017[15] \| \| 2001 \| 105 029[15] \| \| 2002 \| 63 166 \| \| 2003 \| 62 968 \| \| 2004 \| 63 129 \| \| 2005 \| 63 051 \| \| 2006 \| 62 867 \| \| 2007 \| 62 712 \| \| 2008 \| 62 681 \| \| 2009 \| 62 842 \| \| 2010 \| 62 948 \| \| 2011 \| 64 821 \| \| 2012 \| 64 697 \| |
| Lata | Ludność (stan na 31 grudnia) |
| 1999 | 104 854 |
| 2000 | 105 017 |
| 2001 | 105 029 |
| 2002 | 63 166 |
| 2003 | 62 968 |
| 2004 | 63 129 |
| 2005 | 63 051 |
| 2006 | 62 867 |
| 2007 | 62 712 |
| 2008 | 62 681 |
| 2009 | 62 842 |
| 2010 | 62 948 |
| 2011 | 64 821 |
| 2012 | 64 697 |

## Komunikacja
Drogi:
- Droga Krajowa nr 22 granica państwa – Kostrzyn nad Odrą – Grzechotki – granica państwa (przez Malbork, Stare Pole)
- Droga Krajowa nr 55 Nowy Dwór Gdański – Stolno (przez Malbork)
- Droga Wojewódzka nr 515 Malbork – Susz

## Powiaty partnerskie
Rotenburg (od 2001)